# Município de Liberty (condado de Guernsey, Ohio)
O município de Liberty (em inglês: Liberty Township) é um município localizado no condado de Guernsey no estado estadounidense de Ohio. No ano de 2010 tinha uma população de 946 habitantes e uma densidade populacional de 14,46 pessoas por km².

## Geografia
O município de Liberty encontra-se localizado nas coordenadas 40° 07′ 42″ N, 81° 33′ 57″ O. Segundo a Departamento do Censo dos Estados Unidos, o município tem uma superfície total de 65.43 km², da qual 62,21 km² correspondem a terra firme e (4,91 %) 3,21 km² é água.

## Demografia
Segundo o censo de 2010, tinha 946 pessoas residindo no município de Liberty. A densidade populacional era de 14,46 hab./km². Dos 946 habitantes, o município de Liberty estava composto pelo 97,99 % brancos, o 0,21 % eram afroamericanos, o 0,42 % eram amerindios, o 0,11 % eram asiáticos, o 0,11 % eram de outras raças e o 1,16 % eram de uma mistura de raças. Do total da população o 0,85 % eram hispanos ou latinos de qualquer raça.